# Liedbegleiter

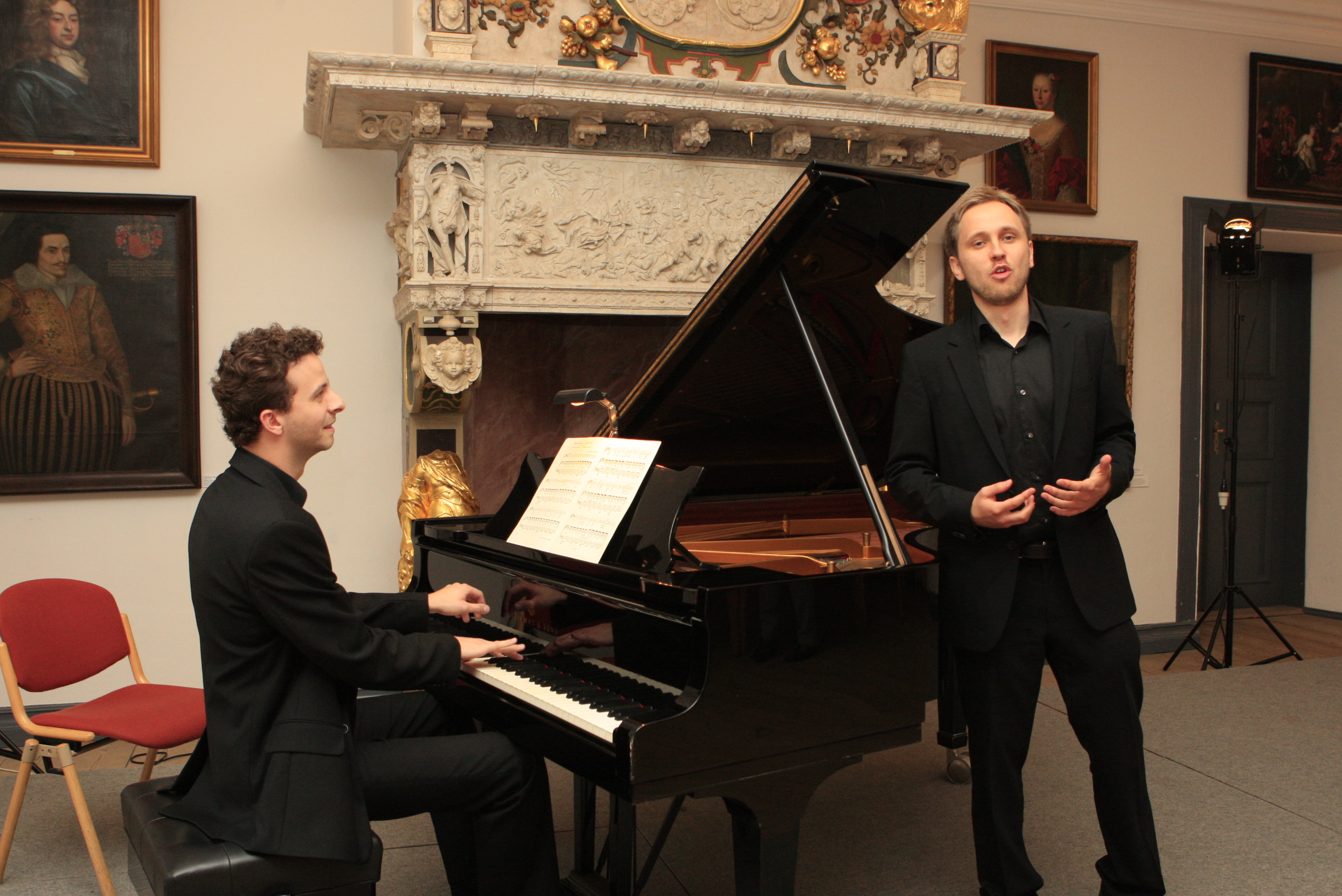
Lech Napierala begleitet Rafael Fingerlos im Schloss vor Husum (2011).

Ein Liedbegleiter ist ein Musiker, insbesondere ein Pianist, der Sänger des Kunstlieds seit Ende des 18. Jahrhunderts als ebenbürtiger Partner an seinem Instrument begleitet.

## Geschichte

### Liedbegleitung bis ca. 1750
Die instrumentale Begleitung des Liedgesangs gab es schon in frühgeschichtlicher Zeit. Mit Händeklatschen, Fußstampfen oder mit Schlagen und Trommeln auf Gegenstände aus Holz, Metall und Tierfellen ließ sich der Einzel- oder Gruppengesang rhythmisch unterstützen. Auch die Gesangsbegleitung mit Blas-, Zupf- und Streichinstrumenten hat eine lange Vorgeschichte. Vielfältige Möglichkeiten des begleiteten Singens boten sich bei und nach der Arbeit, bei der Brautwerbung, bei Volksfesten, beim Militär und schließlich auch bei kultischen Handlungen.
Im mittelalterlichen Europa löste sich die kunstvolle Musik, die im kirchlichen und im höfischen Bereich erklang, von der einfachen Volksmusik. Diese Trennung vollzog sich auch im Bereich des Gesangs. Dabei blieb das Singen in der Kirche zunächst noch weitgehend unbegleitet (a cappella).
Zu Beginn der Neuzeit, etwa gegen Ende des 16. Jahrhunderts, entstand eine neue musikalische Gattung – das Kunstlied. Der mehrstimmige (polyphone) Gesang in der Kirchenmusik und im Madrigal wurde im weltlichen Bereich durch die Entstehung einstimmiger Vokalwerke (Monodie) mit Generalbass, später zunehmend durch einstimmigen, aber durch nur wenige Instrumente begleiteten Gesang ergänzt. Neben Bassinstrumenten und den älteren Zupfinstrumenten verwendete man auch immer häufiger Tasteninstrumente zur Begleitung des Gesangs.

### Vom Cembalo zum Hammerklavier
Die Blütezeit des klassisch-romantischen Liedgesangs begann mit der Konstruktion eines neuen, modulationsfähigen Musikinstruments mit deutlich hörbaren Basstönen – dem Hammerklavier. Im Unterschied zur Spielweise auf dem herkömmlichen Spinett oder dem Cembalo wurde es nun möglich, mit dem Klavier die Singstimme alleine zu begleiten und später den Liedgesang auf dem Klavier nicht nur zu „accompagnieren“, sondern als gleichwertiger „Partner“ einem Sänger kammermusikalisch gegenüberzutreten. Diese Entwicklung regte mit dem Wechsel vom 18. zum 19. Jahrhundert Komponisten an, Lieder für Singstimme und Klavier zu schreiben, die dem Klavier und damit dem Pianisten die Anwendung neuer Ausdrucksmöglichkeiten übertrugen und erlaubten. Gerade im deutschsprachigen Raum war zu Beginn des Zeitalters der Deutschen Romantik die Aufnahmebereitschaft groß.
Gleichzeitig entwickelte sich, vor allem nach dem Ende der Napoleonischen Kriege in der Zeit des Biedermeier die Hausmusik in den Bürgerstuben. Das Klavier hielt nun endgültig Einzug in die Wohnungen, die Salons der wohlhabenden Bürger. Genau in diese Zeit fiel das überreiche Liedschaffen eines jungen Wiener Komponisten – Franz Schubert. Seine Lieder wurden wegweisend für die weitere Verbreitung des Kunstliedes, wie zum Beispiel durch Robert Schumann, Johannes Brahms, Richard Strauss, Hugo Wolf und viele andere Komponisten.

## Kunst der Liedbegleitung
Die Begleitung eines anspruchsvollen Kunstliedes erfordert von einem Pianisten neben großer technischer Kompetenz auch ein hohes Maß an Empathie, um flexibel auf die Liedgestaltung des Gesangssolisten eingehen zu können. Der Liedbegleiter soll Zurückhaltung üben, dabei aber ebenso wie der Gesangssolist die Stimmung des zu interpretierenden Liedes und des Textes aufnehmen und mitgestalten. Dagegen hat er in musikalischen Anfangs-, Überleitungs- und Schlussphrasen durchaus die musikalische Führung zu übernehmen. Beim gemeinsamen Musizieren müssen beide Partner musikalische Spannungsbögen gemeinsam gestalten, sollten also gewissermaßen gemeinsam „atmen“. Gesangssolist und Liedbegleiter am Klavier bilden in der gegenwärtigen Aufführungspraxis ein gleichwertiges Duo, das zu einer Einheit zusammenwächst, um ein Lied angemessen und überzeugend interpretieren zu können.
Irwin Gage, ein bekannter Liedbegleiter, hat einmal während seiner Lehrtätigkeit an der Saarbrücker Musikhochschule in einem Pressegespräch gesagt: „Ich spiele Worte“. Dieses Spiel mit Worten, die Verbindung von Text und Musik, sei die Hauptaufgabe des Pianisten, der sein Können in den Dienst von Sängern stellt. Gage war als Liedbegleiter so gefragt, dass er in den 80er Jahren sogar vielbeachtete Konzerte mit Liedern ohne Sänger gab. Er wollte das Publikum mit Klavierbegleitungen und -passagen ohne gesungene Melodie konfrontieren – keine ganz neue Idee übrigens, denn schon Felix Mendelssohn Bartholdy hatte für das Klavier mehrere Sammlungen Lieder ohne Worte komponiert.

## Ausbildung
Erst einige Jahre nach dem Zweiten Weltkrieg ist an deutschen Musikhochschulen „Liedbegleitung“ als spezielles Lehr- oder Aufbaufach eingeführt worden, so etwa 1960 an der Hochschule für Musik Detmold („Klavierkammermusik und Liedbegleitung“) und einige Jahre später an der Hochschule für Musik Saar, der Hochschule für Musik Karlsruhe und der Hochschule für Musik Mainz (Liedbegleitung und Korrepetition). Andere Hochschulen führten dieses Studium erst später ein, etwa 2008 die Hochschule für Musik und Theater Hamburg.

## Namhafte Liedbegleiter
- Matthias Alteheld (* 1971)
- Dalton Baldwin (1931–2019)
- Henry Richard Bird (1842–1915)
- Edward Brightwell (1876–?)
- Helmut Deutsch (* 1945)
- Julius Drake (* 1959)
- Sascha El Mouissi (* 1983)
- Karl Engel (1923–2006)
- Irwin Gage (1939–2018)
- Michael Gees (* 1953)
- Hubert Giesen (1898–1980)
- Markus Hadulla (* 1970)
- Hartmut Höll (* 1952)
- Tilman Hoppstock (* 1961)
- Gerold Huber (* 1969)
- Rudolf Jansen (1940–2024)
- Graham Johnson (* 1950)
- Stephan Kaller (* 1957)
- Burkhard Kehring
- Hertha Klust (1907–1970)
- Manuel Lange
- Éric Le Sage (* 1964)
- Egon Lustgarten (1887–1961)
- David Lutz
- Malcolm Martineau (* 1960)
- Gerald Moore (1899–1987)
- Thomas Palm
- Geoffrey Parsons (1929–1995)
- Sebastian Peschko (1909–1987)
- Ilmo Ranta (* 1956)
- Michael Raucheisen (1889–1984)
- Hermann Reutter (1900–1985)
- Wolfram Rieger
- Franz Rupp (1901–1992)
- Vincenzo Scalera
- Alexander Schmalcz
- Eric Schneider (* 1963)
- Jan Philip Schulze
- Cyril Meir Scott (1879–1970)
- Norman Shetler (1931–2024)
- Charles Spencer (* 1955)
- Karola Theill
- Roger Vignoles (* 1945)
- Markus Vorzellner (* 1964)
- Günther Weißenborn (1911–2001)
- Erik Werba (1918–1992)